# Смелсер (Вісконсин)
Смелсер (англ. Smelser) — місто (англ. town) в США, в окрузі Грант штату Вісконсин. Населення — 786 осіб (2020).

## Демографія
Згідно з переписом 2010 року, у місті мешкали 794 особи в 301 домогосподарстві у складі 238 родин. Було 322 помешкання
Расовий склад населення:
| - 98,6 % — білих - 0,6 % — чорних або афроамериканців - 0,1 % — азіатів |

До двох чи більше рас належало 0,5 %. Частка іспаномовних становила 0,3 % від усіх жителів.
За віковим діапазоном населення розподілялося таким чином: 24,2 % — особи молодші 18 років, 60,8 % — особи у віці 18—64 років, 15,0 % — особи у віці 65 років та старші. Медіана віку мешканця становила 43,5 року. На 100 осіб жіночої статі у місті припадало 110,6 чоловіків;  на 100 жінок у віці від 18 років та старших — 110,5 чоловіків також старших 18 років.
Середній дохід на одне домашнє господарство  становив 68 963 долари США (медіана — 60 625), а середній дохід на одну сім'ю — 76 845 доларів (медіана — 64 625). Медіана доходів становила 34 688 доларів для чоловіків та 35 000 доларів для жінок. За межею бідності перебувало 6,9 % осіб, у тому числі 13,9 % дітей у віці до 18 років та 5,4 % осіб у віці 65 років та старших.
Цивільне працевлаштоване населення становило 434 особи. Основні галузі зайнятості: виробництво — 21,7 %, освіта, охорона здоров'я та соціальна допомога — 21,0 %, сільське господарство, лісництво, риболовля — 14,7 %, роздрібна торгівля — 13,4 %.